# Le Monstre au masque
Pour plus de détails, voir Fiche technique et Distribution.
Le Monstre au masque (titre original : Seddok, l'erede di Satana) est un film italien d'Anton Giulio Majano sorti en 1960.

## Synopsis
Un chirurgien esthétique redonne visage humain à une strip-teaseuse défigurée. La nuit, il se transforme en étrangleur de prostituées.

## Fiche technique
- Titre original : Seddok, l'erede di Satana
- Titre anglais : Atom Age Vampire
- Réalisation : Anton Giulio Majano
- Scénario : Gino De Santis, Alberto Belivacqua et Anton Giulio Majano d'après une histoire de Piero Monviso
- Directeur de la photographie : Aldo Giordani
- Montage : Gabriele Varrial
- Musique : Armando Trovajoli
- Production : Mario Fava
- Genre : Film d'épouvante
- Pays de production :  Italie
- Durée : 107 minutes
- Dates de sortie :
  - Italie : 19 août 1960
  - France : 2 février 1962

## Distribution
- Alberto Lupo (VF : Jean-Claude Michel) : Pr Alberto Levin (Stéphane Kervin en VF) / Seddok
- Susanne Loret (VF : Françoise Fechter) : Jeanette Moreneau
- Sergio Fantoni (VF : Marc Cassot) : Pierre Mornet
- Franca Parisi (VF : Michèle Montel) : Monique Rivière
- Andrea Scotti  (VF : Michel Roux) : le journaliste
- Rina Franchetti : Gabby
- Roberto Bertea : Sacha le jardinier
- Ivo Garrani (VF : Jacques Deschamps) : le commissaire
- Gianna Piaz (VF : Lita Recio) : la vieille femme
- Tullio Altamura (en) (VF : Lucien Bryonne) : Dr Rubaye, le médecin-légiste
- Gianni Loti: Marais l'assistant du commissaire
- Glamor Mora: la danseuse